# Молекулы клеточной адгезии
Молекулы клеточной адгезии — мембранные белки, участвующие в связывании клетки с внеклеточным матриксом и другими клетками.
Большинство молекул клеточной адгезии принадлежат к пяти семействам белков:
- Интегрины
- Адгезивные рецепторы суперсемейства иммуноглобулинов
- Селектины
- Кадгерины
- Хоминговые рецепторы лейкоцитов.